# Clásico Chapín
Clásico Chapín ist die Bezeichnung für das Stadtderby in Guatemala-Stadt, der Hauptstadt von Guatemala, zwischen dem 1936 gegründeten CSD Municipal und dem 1949 gegründeten CSD Comunicaciones, dessen Wurzeln jedoch bis in die frühen 1920er-Jahre zurückreichen. Da die beiden Vereine über die mit Abstand größten Fanlager im Lande verfügen, gilt ihre Begegnung als „das Spiel der Spiele“ in Guatemala.
Traditionell werden die Rojos (die Roten) vom CSD Municipal überwiegend von der Arbeiterklasse unterstützt, während die Cremas bzw. Blancos (die Weißen) ihre Zuneigung vorwiegend aus den gehobeneren Schichten beziehen.

## Derbybilanz
Bis einschließlich zur Saison 2020/21 gewann Municipal die guatemaltekische Fußballmeisterschaft insgesamt 31 Mal. Knapp dahinter folgt Comuniciaciones mit 30 Titeln. Auf internationaler Ebene gewann Municipal den CONCACAF Champions’ Cup 1974. Rivale Comunicaciones wurde wegen des vorzeitigen Abbruchs des Turniers 1978 zu einem von drei Staffelsiegern erklärt.
Von den bisher insgesamt 315 Stadtderbys, die bis einschließlich zum 11. September 2021 ausgetragen wurden, gewannen beide Mannschaften jeweils 108 Mal. Die restlichen 99 Begegnungen endeten unentschieden.